# Аркалохорийская, Кастелийская и Вианнская митрополия
Аркалохори́йская, Кастели́йская и Виа́ннская митропо́лия (греч. Μητρόπολη Αρκαλοχωρίου, Καστελλίου και Βιάννου) — епархия полуавтономной Критской православной церкви в составе Константинопольского патриархата на территории юго-востока нома Ираклион.

## История
Учреждена 20 января 2001 года, будучи выделенной из части территории Критской архиепархии, Гортинской митрополии и Петрской митрополии. При этом правящим архиереем был избран архимандрит Андрей (Нанакис), который и занимает кафедру в настоящее время.